# Красноярское сельское поселение (Тюменская область)
Красноярское сельское поселение — муниципальное образование в Уватском районе Тюменской области.
Административный центр — село Красный Яр.

## Состав поселения
В состав сельского поселения входят: 
- село Красный Яр
- деревня Малый Нарыс
- деревня Сергеевка
- деревня Сафьянка